# Лазурове вікно
Лазурне вікно (мальт. it-Tieqa Żerqa) — 28 метрова вапняна природна арка на острові Гоцо, що на Мальті. Була однією з найбільш популярних туристичних пам'яток Мальти. Після багатьох років природної ерозії, що викликала падіння частин арки в море, 8 березня 2017 року о 9:40 ранку за місцевим часом арка була зруйнована повністю під час сильного шторму.

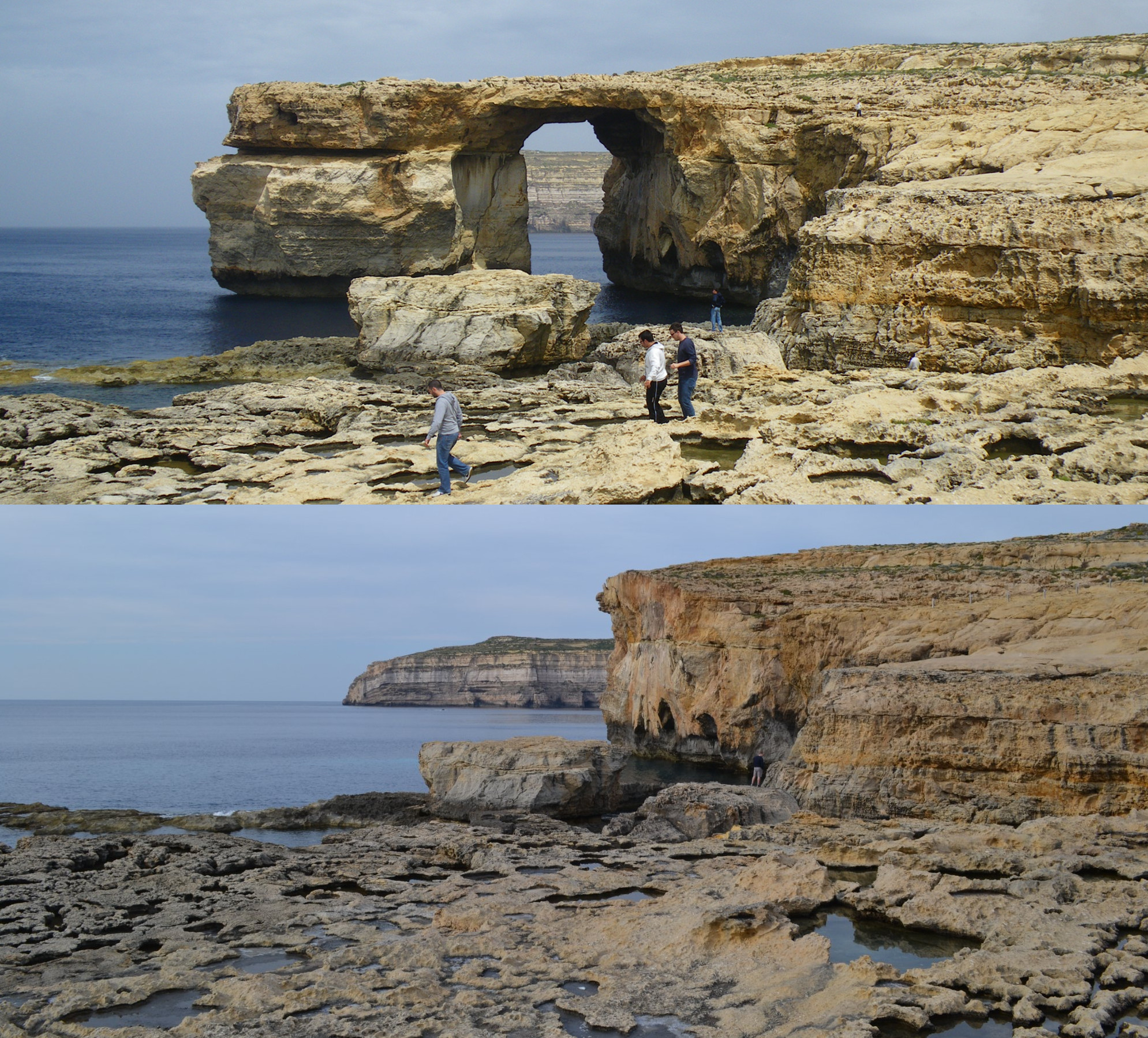
Лазурне вікно в 2017 році до та після шторму

## У кінематографі
Лазурне вікно можна побачити у фільмах «Битва титанів» (1981) на 104-й хвилині, «Граф Монте-Крісто» (2002) на 13-й хвилині, в телевізійному серіалі «Одіссея» (1997), і в американському телесеріалі «Гра престолів». Під час зйомок Гри престолів екосистема була пошкоджена субпідрядником.